# Vassilis Photopoulos
Vassilis Photopoulos (griechisch Βασίλης Φωτόπουλος, * 1934 in Kalamata; † 14. Januar 2007 in Athen) war ein griechischer Maler, Regisseur und Bühnenbildner. Er gewann 1964 den Oscar für die künstlerische Leitung von Alexis Sorbas.

## Leben
Vassilis Photopoulos studierte Malerei unter Vangelis Drakos. Zum ersten Mal als Bühnenbildner war er am Athens Opera House für das Stück "Servant Lady" beschäftigt, später arbeitete er für das National Greek Theatre, das Public Theatre of Northern Greece sowie das Liberal Theatre.
Zwischen 1963 und 1966 war er an drei Spielfilmen als künstlerischer Leiter beteiligt; neben Alexis Sorbas, für den Photopoulos den Oscar gewinnen konnte, waren dies Big Boy – Jetzt wirst du ein Mann von Francis Ford Coppola, der 1966 als beste Komödie für den Golden Globe nominiert war, sowie Die Unbezwingbaren von Elia Kazan, der 1963 als bester Film sowohl für den Oscar als auch den Golden Globe nominiert war.
Für Die Unbezwingbaren hatte Photopoulos ungefähr 75 Sets entworfen, Regisseur Kazan ließ ihn allerdings aus den Credits entfernen, stattdessen wurde nur Gene Callahan genannt, der daraufhin den Oscar für das beste Setdesign entgegennahm.
1969 war er Regisseur und Produzent des Films Orestis nach Euripides, über den Sohn des Agamemnon und der Klytaimnestra, König von Mykene, Argos und Sparta.

## Filmografie

### Künstlerische Leitung
- 1963 – Die Unbezwingbaren
- 1964 – Alexis Sorbas
- 1966 – Big Boy – Jetzt wirst du ein Mann

### Regisseur
- 1969 – Orestis